# Far finta di essere sani
Far finta di essere sani è un album di Giorgio Gaber pubblicato nel 1973.

## Il disco
L'album, doppio, al contrario del precedente e del successivo, è registrato in studio; raccoglie le canzoni dell'omonimo spettacolo scritto da Gaber e Sandro Luporini. Quest'ultimo figura qui ancora come "collaboratore ai testi", mentre dai dischi successivi condividerà più ufficialmente con Gaber la paternità di canzoni e spettacoli.
Le note di copertina sono di Davide Lajolo, tratte dal programma dello spettacolo.
Le registrazioni sono effettuate presso gli Studi Fonorama di Milano, dal 12 al 20 settembre 1973; il tecnico del suono è Mario Carulli.
Gli arrangiamenti sono curati da Giorgio Casellato.
Una ristampa in CD di questo album, uscita negli anni '90, è ormai fuori catalogo; nel 2002 però la Carosello ha pubblicato una registrazione dal vivo dello spettacolo Far finta di essere sani, contenente quindi anche tutti i monologhi, ma senza i brani Il bloccato, Il guarito e E tu mi vieni a dire, e con una diversa sequenza complessiva.
L'album è presente nella classifica dei 100 dischi italiani più belli di sempre secondo Rolling Stone Italia alla posizione numero 48.

## Tracce
Testi di Giorgio Gaber e Sandro Luporini, musiche di Giorgio Gaber
Lato A
1. Far finta di essere sani – 3:05
2. Cerco un gesto, un gesto naturale – 2:57
3. La comune – 3:13
4. Il dente della conoscenza – 3:16
5. È sabato – 3:58

Lato B
1. Lo shampoo – 3:45
2. L'impotenza – 2:48
3. Il narciso – 2:43
4. Dall'altra parte del cancello – 3:10
5. Il bloccato – 3:04

Lato C
1. La marcia dei colitici – 2:30
2. Un'idea – 3:28
3. L'elastico – 4:03
4. Il guarito – 2:47
5. Un'emozione – 4:49
6. Chiedo scusa se parlo di Maria – 2:29

Lato D
1. La presa del potere – 3:39
2. Quello che perde i pezzi – 5:06
3. E tu mi vieni a dire – 4:20
4. La nave – 4:43
5. La libertà – 3:15